# Exorista cephalopalpis
Exorista cephalopalpis är en tvåvingeart som beskrevs av Chao 1964. Exorista cephalopalpis ingår i släktet Exorista och familjen parasitflugor. Inga underarter finns listade i Catalogue of Life.